# Tadanori Koshino
Tadanori Koshino (越野 忠則, Koshino Tadanori) est un judoka japonais né le 3 avril 1966.

## Biographie
Il dispute les Jeux olympiques d'été de 1992 à Barcelone où il remporte une médaille de bronze.

## Palmarès

### Jeux olympiques
- Jeux olympiques d'été de 1992 à Barcelone
  -  Médaille de bronze en -60 kg[1]

### Championnats du monde
- Championnats du monde de judo 1989
  -  Médaille d'argent en -60 kg
- Championnats du monde de judo 1991
  -  Médaille d'or en -60 kg